# Guanyinqiao jezik
Guanyinqiao jezik (zapadni jiarong, zhongzhai; ISO 639-3: jiq), sinotibetski jezik uže skupine tangut-qiang, kojim govori 50.000 ljudi (1993 Lin) u sjevernom centralnom Sichuanu, u okruzima Maerkang, Jinchuan i Rangtang. Kina. Govornici se klasificiraju u tibetsku nacionalnost. Govore više dijalekata, xiaoyili, siyaowu, muerzong, guanyingqiao, ergali, taiyanghe, ere i yelong.
S jezicima horpa [ero], jiarong [jya] i shangzhai [jih] čini podskupinu rGyarong

## Vanjske poveznice
- Ethnologue (14th)
- Ethnologue (15th)